# Wolkenstein (Ebermannstadt)
Wolkenstein ist ein Gemeindeteil der Stadt Ebermannstadt im Landkreis Forchheim (Oberfranken, Bayern).

## Geografie

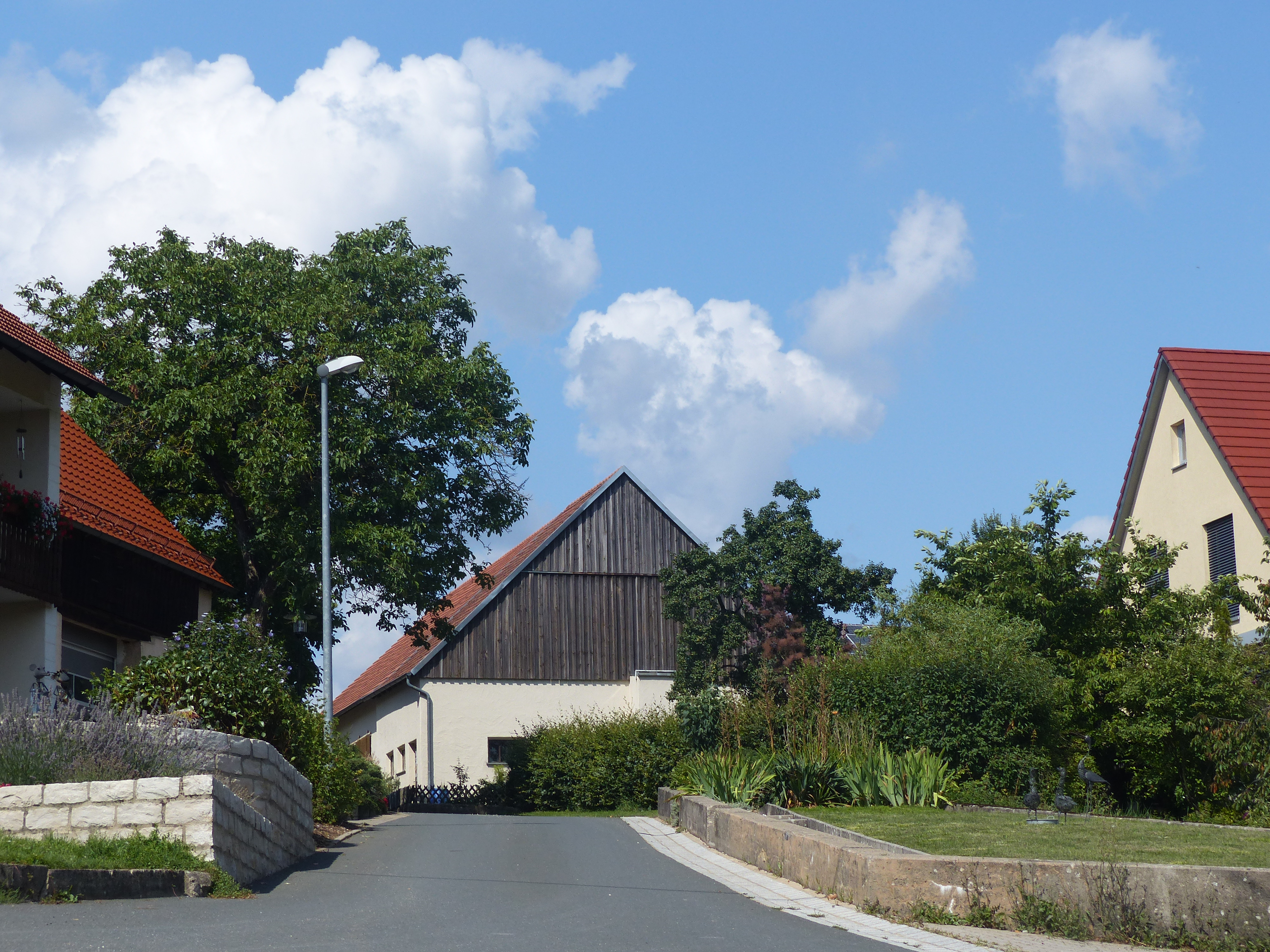
Der Ebermannstädter Gemeindeteil Wolkenstein

Das in der Wiesentalb gelegene Dorf befindet sich etwa fünf Kilometer südöstlich des Ortszentrums von Ebermannstadt auf einer Höhe von 482 m ü. NHN.

## Geschichte
Bis zum Beginn des 19. Jahrhunderts unterstand Wolkenstein der Herrschaft reichsunmittelbarer Adeliger, die sich in dem zum Fränkischen Ritterkreis gehörenden Ritterkanton Gebürg organisiert hatten. Den Ort besaß dabei die Adelsfamilie von Seckendorff und er unterstand deren Landeshoheit. Als die reichsritterschaftlichen Territorien im Bereich der Fränkischen Schweiz 1805 mediatisiert wurden, wurde das Dorf unter Bruch der Reichsverfassung vom Kurfürstentum Pfalz-Baiern annektiert. Mit dieser Übernahme wurde Wolkenstein ein Teil der bei der „napoleonischen Flurbereinigung“ in Besitz genommenen neubayerischen Gebiete, was im Juli 1806 mit der Rheinbundakte nachträglich legalisiert wurde.
Durch die Verwaltungsreformen zu Beginn des 19. Jahrhunderts im Königreich Bayern wurde Wolkenstein mit dem Zweiten Gemeindeedikt 1818 ein Teil der Ruralgemeinde Moggast. Im Zuge der Gebietsreform in Bayern wurde Wolkenstein am 1. Juli 1976 in die Stadt Ebermannstadt eingegliedert.

## Verkehr
An das öffentliche Straßenverkehrsnetz ist Wolkenstein durch eine Anliegerstraße angebunden, die im Ort endet. Sie zweigt etwa einen Kilometer nordöstlich des Ortes von einer Gemeindeverbindungsstraße ab, die von Moggast zum Pretzfelder Gemeindeteil Urspring führt. Der ÖPNV bedient das Dorf an einer Bushaltestelle der Buslinie 234 des VGN. Der nächstgelegene Bahnhof befindet sich in Pretzfeld an der Wiesenttalbahn.

## Baudenkmäler
Am südwestlichen Ortsrand des Dorfes befindet sich die Ruine der Burg Wolkenstein, von der nur noch wenige Mauerreste existieren.

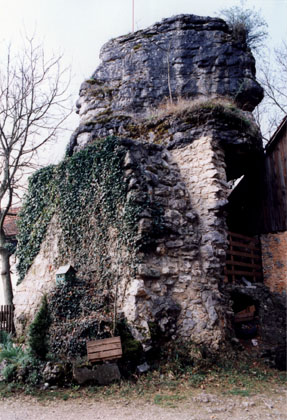
Die spärlichen Mauerreste der ehemaligen Burg Wolkenstein